# Master of Epic
Master of Epic: The Resonance Age Universe (яп. マスター・オブ・エピック масута: обу эпикку) (сокращённо MoE) — популярная японская многопользовательская ролевая онлайн-игра (MMORPG), разработанная компанией Hudson Soft. Официальный релиз игры состоялся 1 апреля 2005 года. Несмотря на возраст и относительно простую трёхмерную графику, игра долгое время сохраняла популярность в Японии, удостоившись звания лучшей MMORPG, основанной на системе умений, в 2010, 2011 и 2012 годах, и продолжала активно развиваться. Широкая популярность игры подтверждается наличием многочисленного фэндома, который создаёт множество фан-сайтов, блогов, фан-арта, пользовательских скинов для интерфейса, а также вспомогательных программ и веб-приложений, предоставляющих базы данных по игровой системе и калькуляторы для расчёта параметров. За пределами Японии игра была локализована и выпущена на Тайване в конце 2010 года под названием «萌物語 Online» компанией Gameflier. Англоязычный релиз был запланирован на зиму 2011 года компанией Atlus, сотрудничающей с Rosso Index, однако с тех пор информация о дальнейших шагах по локализации не поступала.
За время своего существования игра сменила несколько владельцев. Изначально её разработала и запустила компания Hudson. Затем управление перешло к Gonzo Rosso Online, позже переименованной в Gonzo Rosso, а затем в Rosso Index. После этого права на управление перешли к Willoo Entertainment, а в настоящее время владельцем игры является компания MOE. 
Компания Hudson была поглощена Konami Digital Entertainment (KDE) в 2012 году, и сейчас авторские права на игру принадлежат KDE и MOE.
Игра часто сравнивается с Ultima Online благодаря схожести некоторых игровых механизмов. Система развития персонажей напоминает таковую в TESV: Skyrim, однако, в отличие от большинства современных MMORPG, в MoE отсутствует традиционная система уровней — вместо этого развиваются только умения, которые улучшаются по мере их использования. Это позволяет игрокам свободно взаимодействовать друг с другом без ограничений, связанных с разницей в уровнях, и создавать группы с любыми встречными игроками без каких-либо штрафов.

## Краткое описание

Логотип предшествующей игры
«Resonance Age» (2002)

Первый вариант логотипа
«Master of Epic» (2004)

Сравнение графики в Resonance Age и Master of Epic. На изображении — Западный Банк города Биск, банкиры Джанет Гроу и Кэт Моррисон

Master of Epic (англ. Master of Epic — Повелитель Легенд) представляет собой переработанную версию игры-предшественника 2002 года под названием «Resonance Age» (англ. Resonance Age — Век Резонанса). Многие графические элементы и локации из оригинальной игры сохранены в Master of Epic, что отражено в полном названии игры, включающем упоминание «Вселенная Resonance Age». Название «Master of Epic» связано с сюжетной линией, в которой игроки получают возможность влиять на историю, путешествуя во времени. На этапе альфа-тестирования Resonance Age игровая механика основывалась на повышении уровня персонажа с уникальной системой развития умений и классов, известной как Ship Brand. Однако после бета-теста игра претерпела значительные изменения, отказавшись от системы уровней и оставив лишь уникальную систему прокачки умений и классов.  
Кроме того, с 7 января по 25 марта 2007 года на телеканале TV Tokyo транслировался аниме-сериал Master of Epic: The Animation Age, созданный студией Gonzo.  

«Master of Epic: Hunter Age» — игра из серии Java-игр для мобильных телефонов.

Помимо версии для PC, были выпущены мобильные игры, такие как Master of Epic: Hunter Age и Master of Epic: Dungeon Age, представляющие собой упрощённые двухмерные RPG для одиночного прохождения. Последней в серии стала игра Master of Epic: Another Age, которая являлась многопользовательской сетевой игрой для мобильных устройств.  
- Открытый бета-тест — проводился с 28 октября 2004 года по 31 марта 2005 года. Накануне завершения тестирования администрация игры организовала игровое событие «День Святого Валентина», которое завершилось неудачей. Инцидент получил широкую огласку на информационном портале 4Gamer, а тема, получившая название «День Кровавого Валентина», стала популярной среди игрового сообщества.
- Официальный релиз (Hudson) — игра была выпущена 1 апреля 2005 года и оставалась под управлением компании Hudson до 31 декабря того же года. В этот период доступ к серверам осуществлялся по ежемесячной подписке.
- Передача управления (Rosso Index) — с 1 января 2006 года администрирование игрой перешло к компании Gonzo Rosso Online (ныне известной как Rosso Index). После серверных работ, проведённых 16 мая 2006 года, система ежемесячной оплаты была заменена на модель free-to-play с возможностью покупки игровых предметов за реальные деньги. С 1 мая 2012 года управление игрой перешло к компании Willoo Enternaiment.
- Накануне передачи прав администрирования Hudson организовали финальное игровое событие, в рамках которого изменения в игровом мире были представлены как разрушение мира в результате нападения дьявола и его последующее возрождение благодаря силе камня Ноа.

## Отличительные особенности
- Свободное развитие персонажа: Игра основана исключительно на прокачке навыков, без традиционной системы уровней. Персонаж может развиваться в любом направлении, а навыки можно перераспределять, что исключает возможность «испортить» персонажа.
- Путешествие во времени: Возможность перемещения между различными эпохами (Age) добавляет разнообразие в игровой процесс, включая охоту на монстров, PvP и рейды.
- Экономика и производство: Благодаря созданию новых предметов и износу старых поддерживается постоянный оборот товаров в игровом мире.
- Активная защита: В бою используется система активной защиты в реальном времени. Вместо случайных шансов на блок или уворот игрок должен самостоятельно подставлять щит или уклоняться от атак. Заклинания и атаки можно использовать во время движения, что позволяет контролировать безопасность во время боя. При грамотном планировании можно одержать победу без получения урона.
- Мини-игры при крафте: Успех в создании предметов зависит от ловкости и реакции игрока, а не от случайного шанса.
- Тактическая топография: Особенности рельефа, такие как водоёмы и возвышенности, могут быть использованы для тактического преимущества в бою. В сочетании с активной системой боя это делает сражения более динамичными и стратегическими, избегая монотонного обмена ударами.
- Динамические отношения с NPC: Отношение определённых групп NPC (включая монстров) к игроку может меняться в зависимости от его действий.
- Гибкий интерфейс: Интерфейс игры полностью настраиваемый, от управления до внешнего вида.
- Бесплатная модель с микроплатежами: Игра бесплатна, но предоставляет возможность покупки дополнительных услуг и предметов за реальные деньги. При этом купленные предметы не нарушают игровой баланс: они включают лишь второстепенные элементы, такие как дополнительные ячейки инвентаря, декоративные костюмы, мебель для дома, предметы для изменения внешности персонажа и т. д. За реальные деньги нельзя приобрести предметы, которые делают персонажа значительно сильнее или предоставляют ему уникальные преимущества.

## Обзор игрового мира

### Сюжет
Действие игры разворачивается на загадочном острове Дайарос, окружённом гигантским торнадо, который надёжно защищает его от внешнего мира. Многочисленные попытки людей проникнуть на этот таинственный остров заканчивались неудачей. В начале истории персонаж игрока предпринимает отчаянную попытку преодолеть торнадо на небольшом судне, однако корабль терпит крушение и тонет вместе с героем. Чудом выжившего главного героя выносит на берег острова, где его находят и берут под своё покровительство загадочные низкорослые обитатели. По мере развития сюжета игрок узнаёт, что ему предстоит объединиться с другими героями, чтобы изменить ход ключевых исторических событий, используя древнее искусство клана Мора, позволяющее перемещаться во времени.  
Центральным элементом сюжета является магический камень Ноа, обладающий силой, которая приносит процветание стране, владеющей им. Осколки камня Ноа, рассеянные по всему острову, наделяют магическими способностями тех, кто их находит. На протяжении всей истории разворачивается охота за камнем, что приводит к войнам, преступлениям и постоянной смене его владельцев. Игроки, получив возможность путешествовать во времени, оказываются втянуты в разрешение конфликтов, связанных с камнем Ноа, и стремятся предотвратить наступление мрачного будущего, предсказанного пророками (при этом игроки могут отправиться в это самое «тёмное будущее»).

### Расы
Игроку предоставляется возможность выбрать одну из четырёх рас: Ньютар, Когнит, Элмони или Пандемос, а также определить пол персонажа — мужской или женский. Пол не влияет на способности, однако существуют уникальные предметы экипировки, доступные только для определённого пола. Хотя базовые характеристики различаются в зависимости от расы, различия между ними не столь значительны, как в других играх, поэтому выбор расы не создаёт существенных ограничений. Расу и пол можно изменить в процессе игры. Дизайн персонажей был создан Ватанабэ Тору.
- Расы, доступные для выбора игроком:
  - Ньютар (Newtar): Внешне напоминают людей, но являются совершенно отдельной расой. Распространены по всему миру и сохраняют юношескую внешность на протяжении всей жизни. Появились в определённый исторический период, однако их происхождение остаётся загадкой. На этапе разработки рассматривались как люди.
  - Когнит (Cognite): Избегают контактов с другими расами, посвящая себя изучению алхимии и древней истории. Их красота нередко делает их жертвами недобросовестных торговцев. Обладают изысканным чувством ритма и прекрасным голосом. На этапе разработки рассматривались как эльфы.
  - Элмони (Elmony): Официальное название — Элкапмония. Миролюбивые и жизнерадостные, они предпочитают тихие леса и реки. Ходят слухи, что они обладают сверхъестественными способностями, но подтверждений этому нет. На этапе разработки рассматривались как дварфы, хотя по сути ближе к хоббитам.
  - Пандемос (Pandemos): Добродушные и миролюбивые, однако в моменты эмоциональных всплесков могут проявлять необузданную ярость. Из-за воспоминаний о прошлых межрасовых войнах, по-видимому, испытывают страх перед Элмони. На этапе разработки рассматривались как огры, хотя их характер совершенно иной.

Ньютар
Когнит
Элмони
Пандемос

- Расы, недоступные для выбора игроком:
  - Мора: Основное место обитания — деревня Нубул. Когда-то они имели человеческую внешность, но проклятие Камня Ноа превратило их в маленьких и слабых существ. Это первая раса, с которой игрок сталкивается в начале игры.
  - Люди: Раса, доступная в ResonanceAge. Они населяют различные города, но некоторые объединяются в банды, становясь разбойниками или пиратами.
  - Эльфы: Основная раса, населяющая Элгадин, также встречаются в других городах.
  - Дварфы: Живут в различных городах, а также в долине Ирвана, где у них есть поселение, находящееся в конфликте с орками.
  - Иксионы: Раса рыболюдей. Образуют поселения в пещере Эйсис, но также встречаются на побережье Мирим, в коридоре Гарм, ущелье Ипс и даже в городе Биск, где новички и ремесленники порой становятся их жертвами.
  - Тартаросса: Птицелюди, обитающие во дворце Тартаросса. Благодаря своей силе они доминируют над иксионами в пещере Эйсис.
  - Орки: Раса с головами, напоминающими свиные, обитающая в долине Ирвана и горах Дайн. Орки в долине Ирвана враждют с дварфами, а в горах Дайн у них есть собственное поселение.
  - Огры: Ведут мирный образ жизни в городах, хотя некоторые объединяются в банды разбойников. В долине Элвин существует небольшая деревня, где они дружелюбно торгуют с купцами. Они лишены традиционных черт "людоедов".
  - Грейвены: Крысолюди, обитающие на кладбище Мутум и в подземных каналах Биска. Не образуют крупных поселений.
  - Спригганы: Маленькая раса, создающая поселения в лесу Алвис. Дружат с трентами и враждуют с орванами.
  - Ноккеры: Маленькая раса, живущая стаями на плато Неок.
  - Кобольды: Обитают стаями в долине Ирвана и на холмах Лексур. Также встречаются в шахте Сурт, где вступают в конфликты с василисками.

Помимо этого, в мире игры существуют банды разбойников, пиратов, горцев и варваров, которые не относятся к конкретным расам.

### Главные сюжетные персонажи (NPC)

Аксель Кил

Мист в MoE (слева) и её предыдущая версия в RA (справа)

- Иллюмина (яп. イルミナ ирумина)

Принцесса империи Дракия, которая управляет почти всем континентом Ки-Ка, а также королева Биска, крупнейшей силы на Дайаросе. Она также является талантливой волшебницей, и теперь, когда она заполучила камень Ноа с Дайароса, она уединилась в замке Иллюмина, названном в её честь, и погрузилась в исследования, чтобы обрести контроль над камнем.
- Аксель Киил (яп. アクセル・キール акусэру ки:ру)

Командующий армией Биска. Несмотря на своё простое происхождение, он заслужил право носить титул «Киил», который присваивается только закалённым в боях героям. Он — военный, который всего добился своими силами. Благодаря этому он пользуется большой популярностью среди народа, однако его жажда власти велика. Он даже угрожал гильдии поваров, которые просто принесли еду, пожелав здоровья лидерам, заявив: «Если вы поднимете мятеж, я не пощажу вас». Он не испытывает неприязни к Иллюмине, которая полностью погружена в исследования камня Ноа и не вмешивается в политику Биска, однако оценивает её как «некомпетентную». Фактически, управление Биском полностью лежит на нём, и в стране ходят слухи, что, возможно, он станет официальным правителем Биска. Эти слухи можно расценить как ожидания со стороны народа. С другой стороны, сторонники королевы обвиняют его в том, что он «пренебрегает её величеством».
- Мист (яп. ミスト мисуто)

Жрица религии Лар Фак, государственной религии Биска (империи Дракия). Она гений, которую называют самой талантливой волшебницей среди всех жрецов в истории. Она с детства знакома с Иллюминой, и они вместе изучали магию.
- Луче (яп. ルーチェ ру:че)

Мастер гильдии магов Алкеина, расположенной в Биске. В нескольких событиях она действовала совместно с Олиаксом - представителем религии Маб, которая противостоит религии Лар Фак. После этого она уединилась в соборе, проводя дни в молитвах, но недавно снова начала появляться перед путешественниками.
- Король Ораж (яп. キング・オラージュ кингу ора:дзю)

Король Эльгадинского королевства, которое когда-то было крупнейшей силой на Дайаросе. После нападения Биска и поражения он укрылся в горах Неок, выжидая возможности для контратаки. Говорят, что в 12-дневной войне все члены королевской семьи, кроме него, погибли.
- Микул (яп. ミクル микуру)

Советник короля Оража.
- Зено (яп. ゼノ дзэно)

Руководитель ремесленного дела в Элгадин. Все NPC-ремесленники, находящиеся в горах Нэок — его ученики. Он предоставил специализированные инструменты для различных видов работ: семь из них относятся к производственному ремеслу, а ещё четыре — к добыче сырья, используемого в производстве. Кроме того, поскольку он управляет тремя различными ремесленными гильдиями, игроки, вступившие в одну из таких гильдий, также считаются его учениками.
- Вольфганг (яп. ウォルフガング уоруфугангу)

Бывший солдат Биска, участвовавший в 12-дневной войне. У него возникли сомнения в справедливости захватнической войны, и он покинул армию, уведя за собой единомышленников в уединение в лесу Алвис. Согласно рассказам нескольких NPC, его называют «приятным молодым человеком».
- Инос (яп. イーノス и:носу)

Вождь племени Мора. Он живёт в деревне Нубул. Он предвидел надвигающуюся судьбу гибели на Дайаросе и, чтобы противостоять этой судьбе, воскресил погибших игроков, потерпевших кораблекрушение. Он является одним из ключевых персонажей в этой игре.
- Иго (яп. イーゴ и:го)

Один из представителей племени Мора. Однако, испытывая гнев как к Элгадину и Биску, которые изгнали племя Мора, так и к самим Мора, покорно принявшим свою судьбу, он покинул деревню Нубул. После этого он отправился в Мутуум и вступил в религию Маб. Позже он убил основателя религии, первого пророка, и сам занял его место. Его имя Иго состоит из двух частей: «И» означает «властвовать», а «го» — «лунный свет». Также говорят, что имя Иго в целом несёт в себе значение «конец». И, как следует из его имени, именно он является тем, кто приведёт Дайарос, а впоследствии и весь мир, к гибели.
- Олиакс (яп. オリアクス ориакусу)

Глава гильдии Анси (яп. 暗使 анси — «повелители тьмы»), связанной с учением Маб. Высокодуховные мужчины уважительно называют его «братом». Его отличительная черта — человеколюбие, и именно из-за этого он стал часто проводить время вместе со священницей из противостоящей религии Лар Фак — Луче. В конечном итоге это привело к тому, что он полностью утратил свою прежнюю сущность.
- Зайон (яп. ザイオン дзаион)

Таинственный мужчина, появившийся в начале бедствия (нападения Злых Титанов). По неизвестным причинам он знал о замыслах Иго и подготовил средства для противодействия им. Судя по некоторым его высказываниям, у него, похоже, есть какая-то связь с Ориаксом.
- Дуган и Кален (яп. ドゥーガンとカレン ду:ган то карэн)

Два гнома-ювелира из Биска в эпоху настоящего времени. Незадолго до нападения Злых Титанов на Ирвану они вернулись в гномье поселение Ирваны, что привело к их разлуке. История, которая связывает этих двоих, является основным квестом в «Quest of Ages: Джаспер». Однако в «QoA: Джаспер» сам Кален не появляется.
- И Офен (яп. イ オーフェン и о:фэн)

Торговка, приехавшая из Сасула. Она продаёт редкие товары, но ходят слухи, что она сильно завышает цены. Иногда, видимо, в плохом настроении, она может начать бой, демонстрируя при этом недюжинную силу. Со введением Сасула стало известно, что она — женщина-ньютар. Она является одной из двух дружелюбных личностей в исключительно закрытом обществе Сасула, и именно через неё можно завоевать доверие Сасула. Раньше, чтобы получить её товары, нужно было искать места, где она появляется, но теперь, поскольку она постоянно находится в Сасуле, получить их стало гораздо проще.

### Пять временных эпох + α
В рамках сценария игры на острове Дайарос игрокам предоставляется возможность путешествовать во времени между пятью основными эпохами (Chaos Age, Ancient Age, Present Age, War Age, Future Age) и дополнительной α-эпохой (Quest of Ages). Каждая эпоха представляет собой уникальный временной период с собственными особенностями, задачами и механиками, которые игроки должны исследовать и преодолевать.
1. Chaos Age (Эпоха богов) — период, отстоящий на 4,5 миллиарда лет в прошлое. Это эра хаоса, когда границы между небом и землёй были размыты, а мир пребывал в состоянии беспорядка. В этой эпохе игроки сталкиваются с Священными Зверями — божественными существами, охраняющими шесть врат. Цель игроков — последовательно захватить все врата, сражаясь с этими могущественными противниками. Максимальное количество игроков, которые могут участвовать в этом событии, составляет 350 человек.
  - Врата земли: Хранитель Северных Ворот Скриншот из Chaos Age

Скриншот из Chaos Age

  - Врата огня: Хранитель Южных Ворот
  - Врата тьмы: Хранитель Ворот Ада
  - Врата ветра: Хранитель Восточных Ворот
  - Врата воды: Хранитель Западных Ворот
  - Врата неба: Лорд Хаоса

Согласно игровому лору, Иго, стремясь создать собственный мир, завладел силой богов и трансформировал своё тело. Уничтожение Священных Зверей становится главной целью игроков в этой эпохе. Однако победа или поражение не влияют на исход событий, так как Иго и игроки существуют в параллельных мирах на бесчисленных временных отрезках. Скриншот из Ancient Age

Скриншот из Ancient Age

2. Ancient Age (Эпоха древней цивилизации) — период, отстоящий на 13 тысяч лет в прошлое. Это время расцвета древней цивилизации, где игрокам предоставляется возможность приобретать участки земли и строить собственные дома. В ходе открытых тестов, проведённых в 2009 году, были доступны две локации для входа — Руины Ковчега и Башня Мора, а также три локации для строительства — Долина Сорес, Побережье Юг и северо-восточная область Бездны Гео.
3. Present Age (Современность) — настоящее время, в которое игроки попадают при первом входе в игровой мир. Здесь они занимаются исследованием мира, сражениями с монстрами, коллекционированием предметов и производством ресурсов. Также доступны PvP-сражения на специальной арене.
4. War Age (Военное время) — период, отстоящий на 10 лет в будущее. Это эпоха войны за обладание Камнем Ноа, где все игроки вовлечены в масштабные PvP- и RvR-сражения. Игроки могут присоединиться к одной из враждующих фракций или остаться нейтральными. Дезертирство с поля боя возможно, но в случае поимки и убийства дезертира персонаж будет отправлен в лагерь для военнопленных, где ему придётся выполнять тяжёлую работу. Название эпохи «War Age» при чтении в ромадзи звучит как «вараге», что стало основой для названия команды «Waragecha-V» в анимационном сериале «Master of Epic: The Animation Age».
  - Биск (BSQ): Наиболее влиятельная фракция в Present Age, которая в War Age понесла значительные потери из-за бедствий.
  - Элгадин (ELG): Фракция, восстановившая силы после поражения в Present Age и объявившая войну Биску.
  - Нейтральный (NEU): Игроки, не принадлежащие ни к одной из фракций, но становящиеся потенциальными целями для всех остальных.
5. Future Age (Эпоха дьявола) — период, отстоящий на 3 тысячи лет в будущее. Это мир, где дьявол Иго правит падшими зверями, созданными им самим. Игроки могут бросить вызов лабиринту, чтобы получить сокровища дьявола. Для прохождения лабиринта требуется команда из пяти игроков, причём гибель даже одного участника приводит к поражению всей группы. Иго находится в левитирующем городе Баха, но его личное появление недоступно для игроков.
6. Quest of Ages (Осколки времени) — дополнительные временные периоды, куда игроки отправляются для решения уникальных задач.
  1. Граф Велз (яп. グラフヴェルズ гурафувэрузу) — 128 лет назад. История о русалке, превратившейся в монстра после похищения её возлюбленного.
  2. Джейд (яп. ジェイド дзэидо) — 8 лет назад. Жители империи Дракия (будущие представители Биска) готовятся к миграции, собирая запасы еды.
  3. Корал (яп. コーラル ко:рару) — 8 лет назад. Игроки помогают в сборе материалов для строительства города Биск.
  4. Ристил (яп. リスティル рисутиру) — 8 лет назад. Защита города Биск от нашествия гигантских пауков.

Титан Зайона удерживает титана ЛжеОлиакса. Кадр из сценария.

  5. Джаспер (яп. ジャスパー дзясупа:)Титан Зайона удерживает титана ЛжеОлиакса. Кадр из сценария. (эпоха сопротивления) — спустя шесть лет, в эпоху, когда мир столкнулся с нашествием гигантских роботов, известных как Злые Титаны, созданных Иго, а монстры стали ещё сильнее и свирепее, человечество противостоит им с помощью мощных боевых костюмов, называемых Ноа-Титанами. В районе горы Дайн и на специальной воздушной арене для гигантских роботов игроки могут сражаться друг с другом (только PvP). После этой эпохи, благодаря совместным усилиям Зайона и других, игроки смогли одержать победу над Иго, который принёс эту катастрофу (это было ограниченное по времени событие, и сейчас оно недоступно для прохождения). В результате технологии Ноа-Титанов и другие достижения этой эпохи не сохранились в мире War Age, в частности, в регионах Биск и Элгадин. Хотя эта эпоха является лишь одной из частей «Quest of Ages», в аниме-опенинге она упоминается как «Эпоха Титанов», заменяя Древнюю Эпоху (Ancient Age), которая на тот момент ещё не была реализована в игре. Кроме того, она стала ключевой темой второй половины сюжета «Варагетча V». Официально эта эпоха носит такое название, однако в игре при перемещении она отображается как «Quest of Ages: Площадь Победителей» — это важно учитывать.
  6. Виоле (яп. ヴィオレ виорэ) — 10 лет вперёд. Арена для тренировки новых бойцов, доступ к которой закрывается после достижения определённого звания.
  7. Карей (яп. カーレイ ка:рэи) — время неизвестно. Площадь для проведения игровых событий.

### Территория и распределение сил

Площадь в западном округе Биска в разные времена.

На острове Дайарос существует множество противоборствующих фракций, которые ведут борьбу за обладание таинственным камнем под названием «Камень Ноа». Кроме того, на острове есть районы, где проживают различные кланы, с которыми можно наладить дружеские отношения и, как следствие, получить доступ к их услугам и торговым лавкам.
Между деревней Нубул, призамковым городом Биск, горами Нэок и подземным кладбищем Мутум можно мгновенно перемещаться с помощью специальных устройств, называемых «алтарями». Эти алтари были созданы древним кланом Мора, и пользоваться ими могут только игроки, получившие одобрение этого клана. Неигровые персонажи (за исключением представителей самого клана Мора) не имеют доступа к алтарям. Благодаря этому, ни одна из противоборствующих сторон не может использовать алтари для стратегических внезапных атак на врага. В эпоху Войны (War Age) с помощью алтарей можно перемещаться только между деревней Нубул и государством, к которому принадлежит игрок (для нейтральных игроков «домом» является Дворец Тартаросса). Алтари также позволяют путешествовать не только в пространстве, но и во времени. Однако для попадания в определённые эпохи и временные периоды необходимо использовать отдельные алтари, которые разбросаны по разным местам.
Деревня Нубул
- Клан Мора

Коренные жители острова Дайарос, обладающие долгой историей. В древности они славились высокоразвитой цивилизацией и создали Камень Ноа, однако после таинственной катастрофы потеряли все свои технологии и пришли в упадок. В настоящее время они едва выживают в отдалённых уголках острова.
- Present Age

Деревня Нубул — это поселение на окраине, где проживает клан Мора. Здесь же живёт старейшина Инос, с которым игроки встречаются во время обучения. Поскольку перемещение в эпоху войны (War Age) возможно только через алтарь в этой деревне, игроки, которые активно участвуют в событиях War Age, часто сюда возвращаются.
- War Age

Деревня Нубул не принадлежит ни к одной из фракций Биска или Элгадина, и в PvP (RvR) зоне War Age это единственное место, где игроки не могут атаковать друг друга. Перемещение в различные фракции осуществляется через алтарь в этой деревне. Кроме того, здесь находятся NPC, которые предлагают игрокам присоединиться к одной из фракций. Нейтральные (неприсоединившиеся) игроки могут поговорить с ними, чтобы выбрать сторону и вступить в одну из фракций.
Леса Алвиса
- Спригганы

Маленькая раса, образовавшая поселение в лесу Алвис. Находятся в дружественных отношениях с Трентами и враждуют с Орванами. Также поддерживают нейтралитет с Гильдией Лесников (со стороны гильдии это достигается за счёт использования запаха шерсти спригганов, чтобы те считали их своими).
- Орваны

Двуногий драконоподобный вид, обитающий в северной части леса Алвис. В глубине леса живут матери, которые откладывают яйца и выращивают потомство. Орваны враждуют со Спригганами и Трентами. Орваны также обитают на плато Нэок, но их кожа имеет другой оттенок.
- Настоящая Эпоха (Present Age)

В лесу Алвис находится поселение Спригганов, которые находятся в состоянии вражды с Орванами. Также в лесу расположена пещера Рандал, где в уединении живёт Вольфганг, бывший командир армии Биска. Под его руководством лесники создали гильдию.
- Эпоха Войны (War Age)

В лесу Алвис хозяин пещеры Рандал, Вольфганг, отправился в новые земли, и теперь пещера кишит монстрами. Здесь был прорыт туннель к каньону Ипс. За последние 10 лет произошли некоторые изменения: например, Спригганы поработили Орванов.
Биск
- Биск (Bisque)

Биск — это крупнейшая на данный момент фракция, которая владеет Камнем Ноа. Она в основном состоит из переселенцев из империи Дракия, которая контролирует почти всю территорию континента Ки-Ка. Большинство жителей Биска являются последователями религии Лар-Фак.
- Настоящая Эпоха (Present Age)

Биск — крупнейший город в Настоящей Эпохе, где проживают граждане империи Дракия. Правительницей является королева Иллюмина, которая также является принцессой Дракии. Однако она уединилась в замке, расположенном в соседнем каньоне Ипс, и полностью погрузилась в исследования Камня Ноа. Подъёмный мост к замку Иллюмины всегда поднят, поэтому его внутреннее устройство остаётся загадкой. Фактическим правителем Биска является командующий армией Аксель Киил. В Биске находятся гильдии воинов, магов и кулинаров, а также собор религии Лар-Фак, арена, где собираются военные, различные производственные объекты, Площадь Победителей, подземные водные пути и многое другое. Город настолько велик и имеет настолько запутанную планировку (возможно, в качестве меры защиты от вторжений), что новички постоянно теряются.
- Quest of Ages: Джаспер

В эту эпоху можно посетить только Площадь Победителей. Чтобы противостоять Злым Титанам, несколько представителей клана Мора и гномов присоединились к городу в качестве союзников. Отсюда через специальный алтарь можно отправиться в долину Ирвана или на гору Дайн, где проводятся тренировочные бои (PvP). Все ворота на площади закрыты, поэтому неизвестно, что происходит за её пределами. Вход в канализацию также заблокирован железной решёткой.
- Эпоха Войны (War Age)

Биск оказался на грани разрушения из-за нападений вражеских фракций, внутренних восстаний и неконтролируемой силы Камня Ноа. Однако командующий армией Аксель смог восстановить порядок. Основная деятельность теперь сосредоточена вокруг разрушенного замка Иллюмины, Площади Победителей и порта Биска. Поскольку боевые действия с армией Элгадина продолжаются, восстановление города идёт медленно.
Долина Ипс
- Саваджи

Дикое племя, собирающееся в группы на севере ущелья Ипс. По телосложению они не уступают пандемосам, но у них нет рогов. Они носят шлемы из костей животных и одежду из меха. В их обществе существует чёткая иерархия, основанная на силе: во главе стоит король (King), за ним следуют рыцарь (Knight), копейщик (Lancer), разведчик (Scout) и новичок (Rookie). Также можно заметить, что их общество организовано вокруг друидов, которые проводят ритуалы. Их сила впечатляет, и они считаются одним из сильнейших классов в игре.
- Настоящая эпоха (Present Age)

Если не считать того, что на севере обитают саваджи, находится замок Иллюмины, в который нельзя войти, и что на юге, ближе к коридору Гарм, скрываются ниндзя, то в целом это место может показаться пустым. Однако в глубине озера есть таинственная расщелина, а ночью появляются подозрительные танцовщицы и призраки. По этим и многим другим причинам путешественники часто посещают это место.
- Quest of Ages: Карей

Это локация, открытая для проведения игровых событий как игроками, так и GM. Здесь расположены две сцены: красный театр и зелёный театр. Раз в месяц на базаре Дайароса (ранее известном как "блошиный рынок") в красном театре разыгрываются представления. Кстати, этот красный театр также использовался для съёмок рекламы Master of Epic.
- Эпоха войны (War Age)

Замок Иллюмины полностью исчез, оставив после себя лишь гигантский кратер. Ходят слухи, что причиной этого стал неконтролируемый выброс силы Камня Ноа, однако на самом деле это дело рук Иго, который использовал его мощь. Королева Иллюмина также была убита (это событие произошло сразу после событий Quest of Ages: Джаспер и было частью ограниченного по времени игрового события).
Поскольку южная часть ущелья соединяется с такими ключевыми локациями, как побережье Мирим, коридор Гарм и лес Алвис, здесь периодически разгораются ожесточённые сражения.
Горы Нэок (королевство Элгадин) / Плоскогорье Нэок
- Королевство Элгадин

Первая фракция, вторгшаяся на остров Дайарос. Они поклоняются богу драконов, и среди них есть отряд драконьих рыцарей, которые ездят на летающих драконах. Когда-то они изгнали клан Мора и правили островом, но после поражения в "12-дневной войне" с Биском были вынуждены отступить к горам Нэок. Сейчас они используют горы Нэок как опорный пункт, выжидая подходящего момента для контратаки.
- Настоящая эпоха (Present Age)

Внутри гор Нэок элгадинцы, изгнанные армией Дракии, основали город. Изначально здесь был только король Ораж, но постепенно были построены арена, производственные объекты и другие сооружения, что стало признаком начала восстановления. На плато Нэок также были созданы гильдии кузнецов и портных, которые активно работают над возрождением Элгадина. Поскольку производственные объекты здесь наиболее развиты, многие ремесленники выбирают Нэок в качестве своей базы. Король, понимая, что в нынешнем состоянии королевство не может сражаться с Биском, решил сосредоточиться на восстановлении сил перед войной. Однако радикальная группировка, выступающая за немедленное нападение, подняла восстание. В итоге королевские силы подавили мятеж, а радикалы были изгнаны в Ирвану, где сформировали повстанческую армию. В связи с этим на плато Нэок, граничащем с Ирваной, была создана передовая база.  На юге плато Нэок обитают мощные ноккеры и драконы. Эти драконы отличаются от летающих драконов, которых используют драконьи рыцари, — у них огромные крылья, но они являются наземными существами. Летающие драконы обитают дальше на юге, в "Долине драконов".  На юге плато также обитают три гиганта (Гигаса), и игроки часто объединяются, чтобы сражаться с ними, чтобы повысить свои навыки. Вокруг Гигасов бродят опасные орваны и другие монстры, поэтому рекомендуется приходить сюда только после того, как вы станете достаточно сильными, чтобы противостоять им.
- Quest of Ages: Джаспер

Хотя в Нэок попасть нельзя, по словам солдат из крепости в Ирване, король заболел, и командование армией Элгадина перешло к его советнику Микулу, который теперь действует как главнокомандующий. Кроме того, повстанческая армия радикалов была подавлена, и поскольку восстановление королевства почти завершено, а подготовка к войне началась, у радикалов больше нет причин для восстания.
- Эпоха войны (War Age)

После подавления повстанцев Элгадин продолжал наращивать силы и, воспользовавшись катастрофой, напал на Биск, восстановив королевство Элгадин в горах Нэок. По сравнению с настоящей эпохой, развитие гор Нэок продвинулось, и появилось больше объектов, однако объекты на плато Нэок были удалены. Король по-прежнему отказывается от встреч, и некоторые с подозрением смотрят на Микула, который теперь руководит операциями.
Долина драконов
- Настоящая эпоха (Present Age)

Эта локация находится на противоположной стороне гор Нэок, за плато Нэок. Здесь расположено место размножения летающих драконов, которые жизненно важны для армии Элгадина. Раньше это место было строго засекречено, и игрокам вход сюда был запрещён, но в июле 2011 года локация была открыта.  После открытия в "Долине драконов" появилась крепость армии Элгадина, но алтаря здесь нет, а путь сюда осложняется наличием сильных монстров, так что добраться до долины — задача не из лёгких (в отличие от других локаций без алтарей, где можно избежать врагов).  Долина разделена на две части: относительно пологий участок и узкие, крутые склоны. В самой глубине долины обитает тысячелетний дракон, который питается летающими драконами и является головной болью для драконьих рыцарей Элгадина.
Подземное кладбище Мутум / Кладбище Мутум
Мутумское кладбище, в отличие от подземного, часто называют «наземным кладбищем». Однако даже в ясный день сюда почти не проникает солнечный свет, из-за чего видимость здесь хуже, чем в подземной части.
- Орден Маб (Mabs Order)

Это культ, поклоняющийся силам тьмы, базирующийся в Мутумском подземном кладбище. Орден известен тем, что взял под опеку множество сирот, оставшихся после войны с эльгадинцами, поэтому большинство его членов — молодежь. Основатель культа ограничивался подозрительными ритуалами, но при втором лидере, Иго, организация приобрела более разрушительный характер. Орден находится в конфликте с культом Лар Фак.
- Россо (Rosso)

Банда разбойников, обосновавшаяся в Мутумском подземном кладбище. Во главе группы стоит босс, обитающий на самом нижнем уровне, а под его началом состоят бойцы, лучники, ведьмы и другие.
- Скальпас / Рыцарь Смерти

Нежить, обитающая в глубинах подземного кладбища или на наземном кладбище по ночам. Скальпас — это скелеты-воины, которые делятся на мечников и магов. Рыцари Смерти выглядят как всадники, напоминающие жнецов. Оба типа врагов обладают высокой силой атаки и передвигаются группами, поэтому малейшая ошибка может стать фатальной для игрока. В зависимости от действий игрока, с ними можно установить дружественные отношения.
- Грейвены

Гуманоидные существа, похожие на крыс. Они обитают на наземном кладбище, где днем бродят по всей территории, а ночью возвращаются в свои гнезда. Их также можно встретить на нижнем уровне канализации Биска. Если игрок действует правильно, с грейвенами на наземном кладбище можно установить дружественные отношения.
- Современная эпоха (Present Age)

На первом этаже подземного кладбища последователи культа Маб основали поселение, где также находится гильдия некромантов. Начиная со второго этажа и ниже, территория кишит разбойниками и нежитью. При этом культисты Маб враждуют с грабителями-разбойниками. С нежитью и скелетами возможно заключение дружбы, однако зомби и мумии всегда будут оставаться враждебны.
На наземном кладбище днем появляются грейвены, а ночью — нежить. Если игрок не установил с ними дружественных отношений, они нападают всем скопом.
- Эпоха войны (War Age)

Подземное кладбище было погребено, и считается, что культ Маб был уничтожен. Однако, согласно рассказам солдат из Биска в QoA: Джаспер, культ всё ещё существует.
На наземном кладбище грейвены исчезли, и здесь появился некий «могущественный», который, словно правитель, подчинил себе нежить.
Побережье Мирим
- Семья Имсамас (Imsamas Family)

Банда разбойников, обосновавшаяся на горной тропе, ведущей от побережья Мирим до хребта Элвин. Пятеро братьев — Ван, Кан, Джан, Линдзи и Рандзи — составляют ядро организации. Согласно одной из теорий, они являются потомками семьи стражей могил из Мутумского кладбища.
То, что ножи, являющиеся символом принадлежности к этой группе, можно найти у таких банд, как Сивульфы или Россо, позволяет предположить, что это объединение нескольких разрозненных групп разбойников.
- Сивулф (англ. Sea Wolf — «морской волк»)

Пираты, сбивающиеся в группы возле затонувших кораблей на побережье Мирим. Ночью они исчезают.
- Еретики

Те, кого изгнали из культа Маб как еретиков. Они поклоняются костру на берегу моря, за что получили прозвище «огнепоклонники».
- Проклятые

Призраки, которые появляются ночью в лагрере на побережье Мирим. Это души тех, кто прибыл в Дайарос и остался здесь после своей трагической смерти. В этом лагере можно найти уникальные предметы и навыки, которые продаются только здесь, поэтому игроки ласково называют его «ночным лагерем». Днём в лагере стоит быть осторожным, так как сюда наведываются орки с гор Дайн.
- Современная эпоха (Present Age)

Этот регион, где многие путешественники начинают свои приключения, отправляясь из Биска, простирается на север к горам Дайн, долине Элвин и ущелью Ипс. На западе можно увидеть вход в пещеру Эйсис. Это не только отправная точка для приключений, но и разнообразная местность, включающая водоёмы, горные хребты, заброшенные шахты, море и затонувшие корабли. Здесь обитают монстры, начиная от слабых и заканчивая теми, с которыми игроки будут сталкиваться в середине игры.
В соседнем море плавают различные рыбы, но неосторожное плавание может привести к нападению акул или скатов. С навыком «Плавание» на уровне 0 скорость в воде снижается вдвое (на уровне 100 она почти равна скорости на суше), что значительно снижает боеспособность и затрудняет побег. В море также обитают два вида мощных монстров.
- Quest of Ages: Джаспер

Хотя попасть сюда нельзя, стражник, охранявший ворота Биска, находится на Площади Победы. Согласно его рассказам, ворота были разрушены Злыми Титанами.
- Эпоха войны (War Age)

Ворота остаются разрушенными, и добраться сюда можно только обходным путем. Из-за отсутствия стратегических точек здесь мало людей. Однако это место иногда используется для PvP-ивентов. Иногда здесь можно встретить редкого белого тигра или иксионов, которые, похоже, проводят разведку.
Холмы Лексур
- Амазонки

Населяющая Холмы Лексур воинственная группа, состоящая только из женщин. Их базы располагаются в логове Валгринд и в Сумеречной Цитадели в Холмах Лексур. Поскольку амазонки находятся неподалёку от Биска, внешне выглядят как люди и достаточно сильны, многие новички путают их с другими игроками или NPC, и, подойдя к ним, немедля становятся их жертвой. По одной из версий, изначально здесь было человеческое племя, но из-за какого-то проклятья в ходе развития племени мужчины превратились в уродливых балкаров и элукасов, приняв свою горькую участь.
- Present Age

С древних времён здесь находятся руины эруанцев, развалины цитадели, Логово Валгринд и Цитадель Сумерек, являющиеся главной опорой амазонок. Внизу утёсов располагается захваченная стаями кобольдов земля, где также обитают грифоны, тигры, медведи, олени, львы, змеи, обезьяны и множество других зверей. Самый сильный среди всех монстров — Гигас (гигант). Здесь есть множество мест, в которых могут быть заинтересованы как начинающие путешественники, так и опытные приключенцы.
- War Age

Поскольку это место находится прямо перед входом в город Биск, наряду с ущельем Ирваны здесь разворачивается фронт сражения. Так как здесь располагается большое количество военных опорных пунктов, то, уходя на разведку, игроки обязаны проявлять высокую осторожность и молниеносную реакцию, потому что сражения здесь никогда не прекращаются.
Логово Валгринд
- Эруанцы

Люди, издревле населявшие остров Дайарос и построившие продвинутую культурную цивилизацию. В настоящее время их народа уже нет, но в кое-где в руинах, оставшихся в холмах Лексур и долине Элвин, можно повстречать призраков эруанцев.
- Человеко-ящеры

Похожие на ящериц полулюди, некогда напавшие на дворец эруанцев. Теперь, когда их мудрый король умер, они стали бродить по дворцу с озабоченным видом. Среди них есть такие бойцы как воины, лучники и колдуны. Кроме того есть ветераны войны, в дуэли с которыми можно легко потерпеть поражение.
- Present Age

Когда-то здесь проживали амазонки, балкары и элукасы, а когда в глубине руин алхимиками из Биска был обнаружен эруанский дворец, начали проводиться раскопки с целью его изучения. В апреле 2009 года после окончания раскопок в эруанских руинах была открыта локация «Дворец Эруанцев». После этого балкары и элукасы были перемещены во дворец, а амазонки начали выходить за пределы логова, хотя их общее число сократилось. В эруанском дворце много скрытых ловушек и невидимых для невооружённого взгляда порталов, а также обитают сильные монстры. Весьма велик шанс на то, что одна или целых две команды игроков будут разгромлены ещё до того, как они смогут добраться до босса.
- War Age

В эруанский дворец войти невозможно.
Коридор Гарм
- Латро

Клика воров, собирающихся в коридоре Гарм.
- Present Age

Коридор Гарм располагается вдоль реки, протекающей из холмов Лексур в сторону гор долины Ипс. В этом месте много воды и живёт немало иксионов. В горном участке есть оборванный канатный мост, по ту сторону которого растут редкие цветы. В горах живут кобольды, но конфликтов с иксионами не возникает по той причине, что зоны обитания тех и других различаются.
- War Age

Иксионы, пропавшие из иксионской пещеры, в этом времени расположились здесь. Теперь тут возвышаются военные базы, а сломанный мост был восстановлен. По ту сторону моста был вырыт тоннель, соединяющий коридор Гарм с ущельем Ирваны.
Горы Дайн
- Present Age

В горах располагается поселение орков. Орков также можно встретить и в пещере для добычи полезных ископаемых, находящейся за их деревней. Поэтому во время раскопок в этой пещере при стычке с орками придётся либо спасаться бегством, либо демонстрировать свои боевые умения, в силу того, что заключить союз с орками невозможно.
- Quest of Ages: Джаспер

Орки пропадают, но появляется зона для проведения учебных боёв. Все выходы вне поселения перекрыты, а на месте, где ранее располагалась деревня, теперь возвышается никем не заселённая крепость.
- War Age

Исключая то, что был восстановлен выход в сторону побережья Мирим и открыт тоннель в сторону пещеры Эйсис, после времени QoA: Titan ничего не поменялось.
Ущелье Ирваны
- Сайкс

Группа, появляющаяся в ущелье Ирваны, когда наступает ночь.
- Present Age

Место, где живут дварфы, орки и кобольды. Формирующие поселение дварфы и собирающиеся группами орки воюют между собой. В деревне дварфов находится сельскохозяйственная продукция, и для того, чтобы заниматься её сборами, следует заранее наладить с дварфами дружеские отношения. Здесь же находится горный рудник. В отличие от рудника в ущелье Ирваны тут можно добыть редкую руду, однако внутри шахты обитает Гигас. Помимо того в горах, примыкающих к плоскогорью Нэок, продолжаются мелкие стычки между радикальной группировкой, состоящей из членов повстанческой армии Элгадина, с реальной элгадинской армией.
- Quest of Ages: Джаспер

Деревня дварфов подвергается атаке злых титанов. Большинство выживших дварфов берётся на попечение элгадинцами и принимается за работу по прокапыванию тоннеля в королевство Элгадин (горы Нэок) и коридор Гарм. Также монстры становятся свирепыми. Повстанческая армия усмиряется и прячется. Оба королевства, Биск и Элгадин, сооружают крепости для слежения за злыми титанами, и создаётся обстановка плотного надзора над территорией. Чтобы предотвратить дальнейший ущерб, дороги в сторону обоих королевств были заблокированы замковыми воротами (тоннели были вырыты такими, что размеры злых титанов превышают ширину тоннелей). Весь сюжет QoA: Джаспер проходит только здесь.
- War Age

Угроза от злых титанов исчезла после того, как с помощью от Зайона была одержана победа над Иго. Строительство тоннеля, соединяющего королевство Элгадин с плоскогорьем Нэок и коридором Гарм, закончено. Крепости были оставлены, и путь из одного королевства в другое стал снова свободен. Точно так же, как холмы Лексур стали фронтом сражения для Биска, ущелье Ирваны стало фронтом сражения для Элгадин, ведь и там и там находятся ворота, ведущие внутрь королевства.
Пещера Эйсис
- Иксионы

Семейство полурыб-полулюдей, основавших самое большое поселение в пещере Эйсис. На самом деле область их обитания несколько шире — она простирается от долины Ипс до коридора Гарм, кроме того иксионов можно встретить на побережье Мирим. Среди иксионов есть слабые классы, однако они не по силам только что начавшим своё приключение путешественникам. Поскольку предметы, добываемые с охоты на иксионов, легки на подъём и продаются в торговые лавки по высокой цене, многие имеющие опыт игроки главным образом ставят приоритет на сражение с иксионами.
- Present Age

Пещера Эйсис является местом обитания иксионов. Так как иксионы проиграли в битве против тартаросс, король иксионов Забур решает перейти на сторону тартаросс. При этом продолжается напряжённая обстановка с защищающими свою позицию и оказывающими боевое сопротивление старейшинами. Также в ноябре 2007 года там открылся магазин для игроков.
Те игроки, которые сражаются против тартаросс или даже самого короля Забура, находятся на хорошем счету у иксионов и могут заключить с ними дружеские отношения (сражение против Забура старейшины тоже признают полезным делом, так как если король потерпит поражение в битве, его можно будет подчинить себе). В то же время тартароссы поддерживают тайную связь с королём Забуром, посылая к нему своих агентов, когда наступает ночь.
- War Age

Иксионов в этом времени в пещере нет. Однако остались минералы, которые можно отыскать и в настоящем времени (Present Age), поэтому тут можно заниматься добычей полезных ископаемых. Судя по тому, что в сторону гор Дайн был прокопан тоннель, очевидно ясно, что здесь уже побывала нога человека.
Дворец Тартаросса
- Тартаросса

Раса полуптиц-полулюдей. По рангам делятся, как шахматные фигуры: первым в списке идёт король, затем следуют ферзь, конь, слон, ладья, и т. д. Прочие же тартароссы без специального звания тоже делятся по множеству занимаемых ими постов. Кто-то таится под водой, кто-то высматривает своих врагов с воздуха, кто-то главным образом использует магию, кто-то сражается в ближнем бою и тому подобное — разнообразие боевых классов достаточно велико. Поэтому у них есть воины, ответственные за истребление иксионов, при этом оказание сопротивления иксионам зачастую не представляет для них особого труда. Они вторглись в пещеру Эйсис и подчинили себе иксионов, тем самым обеспечив себе доход продовольствия. Поскольку выход из пещеры Эйсис едва заметен, можно встретить старых и молодых тартаросс, блуждающих в поисках выхода наружу через водосточные каналы Биска. Последнее время среди игроков ходит шутка про так называемых «спиральных тартаросс» (судя по всему, траектория их блуждания напоминает спираль).
- Present Age

Подчинившие себе иксионов тартароссы собирают с них дань в виде продуктов питания. В связи с этим нередки случаи, когда жалкие иксионы становятся жертвой тартаросс. Низ дворца заполнен водой, в которой скрываются некоторые тартароссы и обитает гигантский электрический угорь, а остальная часть дворца представляет собой нагромождение из каменных лестниц, на которых располагаются многочисленные тартароссы. Тартароссы нередко используют специальную атаку, хлопая своими огромными крыльями, в результате которой неосторожный игрок рискует быть скинутым вниз мощным потоком ветра и умереть. Однако никто кроме игроков урона от падения с высоты не получает.
- War Age

Тартароссы исчезают. Дворец Тартаросса становится опорным пунктом для нейтральных солдат, но в War Age нейтральные игроки могут сражаться между собой. Поскольку есть шанс быть убитым другим нейтральным игроком, то необходимо проявлять куда большее внимание на происходящее вокруг, нежели чем во время сражения за королевство Биск или Элгадин. В то же время предательский побег из состава армии Биска или Элгадина для перехода на нейтральную сторону тоже может быть совершён на этой территории.
Долина Элвин / Горный рудник Элвин
- Сасул

Основавшее опорный пункт на севере горного хребта Элвин государство териантропов. Живут на возвышенностях и, опираясь на строгие религиозные заповеди, каждый день пребывают в учении, поддерживая свой аскетичный дух. Именно такая информация о них распространена, но из-за того, что действа проходят в тайне ото всех, очевидцев ещё не было. Зачастую можно встретить некоторых NPC-коробейников из Сасула, но по причине, что все они носят одинаковую восточную одежду (в стиле ниндзя), и на глазах у людей никогда не принимают форму зверей, никто не может подтвердить, что они действительно териантропы.
На протяжении долгого времени ничего из этого в игре не было реализовано, но затем в апреле 2008 года была реализована долина Элвин. Впоследствии зародились планы о реализации самого государства Сасул.
- Огры

Раса, основавшая небольшую деревню у подножия горы Элвин.
- Present Age

В долине Элвин огры населяют деревню, которую навещает множество коробейников. Наблюдается картина полного процветания. В то же время вокруг находятся поля, леса, горы, и множество других обширных мест. После апрельского обновления в 2009 году даже сейчас остались места, которые целиком не изучены. Это место является единственным местом обитания диких бизонов на всём острове Дайарос. Поскольку нигде на Дайаросе нет домашнего скота, непонятно, откуда в продаже появляется молоко.
После того, как в долине Элвин был реализован горный рудник Сурт, исследовательская команда из Биска занялась его изучением, которое продолжается и по сей день. Подтверждается информация о нахождении в шахтах монстров из рода рептилий — василисков, саламандр и ядовитых змей. Кроме того в руднике обитают кобольды. Также в самом низу располагаются руины эруанцев и «храм огненного дракона», в котором есть возможность призвать сильного босса и сражаться с ним вместе с десятками, а то и сотнями других игроков. Сила босса зависит от количества игроков, находящихся в храме на момент призыва.
- War Age

Дорога в Элвин перекрыта, и неясно, как можно попасть в долину.
Заснеженная долина Ипс / Левитирующий город Баха
- Гомункул

Искусственное живое тело, сотворённое Иго, который воскресил бога разрушения и стал дьяволом. Будучи наделённым интеллектом, схожим с человеческим, и умея говорить, он был создан для битвы и разрушения. Наделённое интеллектом тело Гомункула не имеет имени, и обращаются к нему только по номеру. Вместе с противостоящими Иго людьми, давшими ему клятву верности, перед поражением в битве пытается сбежать от хозяина, всецело разделяя мысли со своими преданными. При том, осознавая в действительности смысл общей фразы «своими силами нам от Иго не убежать», воины Гомункула отказываются даже начинать бой.
- Future Age

В эту эпоху можно попасть только из расположенного где-то в ущелье Ипс алтаря. К сожалению, в этом времени можно перемещаться только в пределах руин ущелья Ипс. В заснеженной долине, одна часть которой сплошь покрыта льдом и снегом, обитают лишь ледяные големы и ледяные элементали, а также живые магические существа из рода гомункулов, созданных Иго. Левитирующий город Баха находится очень высоко над заснеженной долиной. Поскольку в Бахе видны остатки объектов, некогда существовавших в Биске в эпоху Present Age, можно обнаружить слившиеся воедино Площадь Победителей и замок Ирмина, однако в действительности, несомненно, они не являются настоящими. В Бахе располагается постройка под названием «мавзолей», внутри которой располагается «красный мавзолей», где команда из пяти участников может пройти испытание в подземелье, представляющем собой уровень «на прохождение». В связи с тем, что здесь можно получить невообразимо ценные редкие предметы, выражение среди игроков «пойти в Баху» означает поход в этот самый красный мавзолей. Помимо этого, мавзолеи других цветов тоже были запланированы для реализации, но до сих пор, по состоянию на январь 2009 года, реализованы не были.
Также в заснеженной долине Ипс по субботам и воскресеньям (не игровым, а реальным) по вечерам открываются ворота, ведущие в Chaos Age. Поэтому ближе к этому времени там начинают собираться игроки.
Кейл Танган
- Quest of Ages

По словам клана Мора, «кейл» означает «пещера», а «танган» означает «отсутствие бога, на которого можно положиться», вследствие чего «Кейл Танган» можно перевести как «покинутая богом пещера». Это место, куда попадают новые игроки при прохождении обучения, а также и другие игроки, выполняющие задание гильдии (в этом месте более опытные игроки демонстрируют новичкам все прелести своей профессии, приглашая их вступить в ту же гильдию, в которой состоят сами (понятие «гильдия» в этой игре совершенно отличается от устоявшегося определения гильдий в прочих MMO, об этом будет рассказано впоследствии в другом разделе)). Это место считается одним из Quest of Ages, но есть подозрение, что оно просто скрыто и располагается где-то в Present Age.
Здесь только что начавшие игру новички и накопившие соответствующий опыт и умения игроки, объединившись, должны пройти напроход один из приготовленных четырёх уровней. Чтобы уровень считался пройденным, нужно выполнить определённую цель, но главным элементом и смыслом всего этого действа является то, что новички могут обучиться у умелых игроков таким вещам, которые не растолковываются в объясняющей инструкции. Тем самым новым игрокам будет легче освоиться, понять атмосферу MMO игр и научиться слаженно играть в команде, что и является основной целью данного этапа обучения. Грубо говоря, обучение новичков в этом месте проводится не роботом-программой, а живыми людьми. Четыре уровня различаются по степени сложности. Самый сложный уровень обучения сопровождается пометкой «Сложен для прохождения для умелых начинающих и умелых опытных игроков». Поскольку на одном аккаунте может быть создано до четырёх персонажей, после прокачки одного героя можно создать так называемого «опытного новичка» (хотя в большинстве случаев опытные игроки просто пропускают обучение целиком).
При том, что вышеописанное является частью обучения и несложно выполняется, эту часть можно пропустить и проследовать далее по игре, ничего не выполняя. Даже если уже было взято задание на выполнение уровня, в любой момент можно просто покинуть это место (однако с 16 декабря 2008 года новичкам, успешно закончившим испытание, стало выдаваться вознаграждение). Здесь располагается весь нужный производственный инвентарь, но нет ничего, что привлекало бы массовое внимание игроков, однако почему-то находятся люди, которые постоянно пребывают в этом месте.
В связи с последующей реализацией скрытой деревни Нэя, локация перестала служить для обучения. Начать обучение здесь перестало быть возможным. Осталось лишь четыре испытательных уровня, в трёх из которых босс-монстры стали продвинутыми.
Скрытая деревня Нэя
- Present Age

Деревня Нэя — это новая карта для прохождения обучения, реализованная в июле 2010 года, пришедшая на замену Кейл Тангана. В отличие от располагавшегося внутри пещеры Кейл Тангана, деревня находится в светлом месте под открытым небом, окружённая горами. Установлено, что эта деревня принадлежит клану Мора, но представители других племён тоже проживают здесь как учителя.
В отличие от Кейл Тангана, где половина объяснений получалась от опытных игроков, прибавились разнообразные виды обучения и расширились их объяснения, а также последовательность прохождения необходимых этапов обучения стала свободна для выбора. К тому же стало возможным для новичков выбирать то, что им нужно из многообразия техник и предметов.
Пустыня Хатилль
- Present Age

Реализованная осенью 2012 года новая локация, где обитают смертельно опасные гигантские монстры (песчаные черви, скорпионы, муравьиные львы, драконы) и ящероподобные люди (Lizardman), ведущие непрерывную борьбу с этими монстрами. Вход в неё находится на востоке от Элвинских гор. Путешествие по пустыне весьма опасно — героя ждут неожиданные столкновения с монстрами (оформленные в виде анимированных роликов на игровом движке), зыбучие пески, бездонные ямы и ловушки, бросающие игрока в подземный лабиринт. К тому же, если у героя кончатся запасы еды и воды, он начнёт медленно погибать (в отличие от простого всеобщего недомогания за пределами пустыни).
Главной достопримечательностью пустыни является её система комнат с загадками. Команде путешественников необходимо предварительно найти и пройти 6 комнат с испытаниями (входы в которые хорошо замаскированы и располагаются на территории всей пустыни) и снять 6 печатей, после чего можно будет сразиться с главным боссом — химерой, активировав алтарь в пещере по центру пустыни. Во время прохождения испытаний необходимо решать задачи, требующие от всей команды быстроты реакции, логики, способности кооперировать и (в некоторых случаях) продуманной боевой тактики. Примером логической задачи может быть поджигание факелов по заданной схеме (пока один человек оперирует переключателями в комнате с механизмами, другой должен следить за общим процессом в контрольной комнате и давать указания первому). Примером боевой задачи может являться одновременное заманивание трёх босс-монстров в ловушку, предварительно смертельно их ранив. Сделать это непросто, так как они находятся в разных комнатах (три команды игроков должны действовать сообща), а гробница наполнена ловушками (огонь из стен, липкие полы). В общем процесс прохождения испытаний может напомнить известное телешоу «Fort Boyard». В качестве награды за прохождение пустыни игроки могут получить части тела химеры, из которых можно соорудить весьма неслабую экипировку.

## Игровая система

### Система оплаты
Как уже было упомянуто в вышеизложенном разделе, в самом начале с 1 апреля 2005 года по 31 декабря этого же года оплата за игру была ежемесячная, но после передачи администрирования компании Gonzo Rosso Online 1 января 2006 года с 16 мая этого же года на смену оплате игрового времени пришла система покупки игровых вещей.

### Структура серверов
Существует три нижеперечисленных сервера. Перемещение игровых персонажей с одного сервера на другой невозможно. Вместо этого на аккаунте можно создать до четырёх персонажей (не более двух на одном и том же сервере) и передавать между ними предметы за исключением некоторой части вещей, а также игровой валюты. Очки для покупки платных предметов (приобретаемые за реальные деньги), конечно же, разделяются на всех персонажей одновременно.
- PEARL
- DIAMOND
- EMERALD

### Система навыков, техник и сиппу (профессий)
В данном произведении игровой индустрии отсутствует система уровней и классов. Вместо них внедрена система умений, позаимствованная из игр наподобие Ultima Online, где каждое умение повышается отдельно в результате его использования.

Список доступных навыков (по данным 2011 года).

Поэтому в отличие от игр, основанных на поднятии уровня (где получение опыта главным образом происходит от участия в сражениях), в системе, основанной на умениях, рост умений происходит за счёт их непосредственного применения, в результате чего по сравнению с уровневой системой это позволяет действовать и вести себя наиболее свободно. Другими словами, уничтожение врагов и монстров не всегда является источником для получения нужного опыта. Несмотря на отсутствие системы классов, каждый игрок может создать неповторимого персонажа со своими отличительными чертами. Любое умение может быть развито до максимального значения в 100 очков. При этом большинство умений не входят лишь в рамки стандартных для RPG-жанра характеристик, таких как «сила», «выносливость», «интеллект» и т. д., а имеют более индивидуальный характер, относящийся к различным профессиональным навыкам и видам взаимодействия с окружающим миром (например, достижение гармонии с природой или понимание тайных шифровок).
В связи с тем, что на общую сумму умений установлено ограничение в 850 очков, создание персонажа, который умеет делать совершенно всё, невозможно — это вынуждает игроков взаимно сотрудничать друг с другом и выбирать те умения, которые больше подходят под их стиль игры. Например, как было замечено выше, базовые характеристики наподобие количества HP и MP (жизнь, интеллект) тоже являются умениями, поэтому если игрок вдруг решит овладеть сразу несколькими, а то и всеми видами оружия, ему придётся делать это в ущерб количеству здоровья, выносливости, маны, защиты и так далее. Для каждого умения можно установить один из трёх переключателей — UP, LOCK или DOWN. Умение с переключателем UP будет расти при использовании, LOCK заморозит повышение умения, а DOWN заставит персонажа постепенно забывать умение за счёт роста другого (при достижении предела в 850 очков). Такое свободное перераспределение умений позволяет игроку в любой момент исправить ошибку в развитии персонажа или же вообще сменить область его деятельности. Таким образом, например, любой парикмахер сможет со временем стать метким стрелком, а воин в тяжёлой броне может овладеть какой-либо полезной магией вместо умения носить тяжёлые доспехи.
При развитии навыков, относящихся к активным типам умений вроде «оружия» или «магии», появляется возможность изучения так называемых «техник». Любая техника требует наличие навыка определённого уровня. Освоить технику можно с помощью использования «осколка камня Ноа» (для магии) или «свитка тайного мастерства» (для прочих умений). Выучить технику и начать использовать её можно в любой момент, независимо от текущего уровня навыка. Однако при недостаточном умении выполнить её может быть затруднительно. Базовый шанс на успешное выполнение всегда равен 1 %. По достижении требуемого уровня шанс на успех поднимается до 80 %, а при ещё более высоких значениях навыка стремится к 100 %. Например, заклинание «воскрешение», требующее 90 навыка в «магии восстановления», сработает с шансом 1 % при значении навыка 80, примерно 30 % при навыке 85, 80 % при навыке 90 (требуемое в описании) и 100 % при навыке 98.
Также существуют техники, которые требуют наличия сразу нескольких различных навыков одновременно. Существует предел на общее количество выученных техник (не более 100), но их можно «забыть», чтобы освободить место под новые. Как будет описано ниже, в число техник также входят и пассивные техники из категории «мастерство».
Прочим же игра не отличается от других игр подобного жанра, но если речь уже зашла об отличительных моментах, то стоит заметить, что все действия (такие, как общение, движение, отдых, торговля и т. д.) относятся к техникам. Техниками являются даже такие элементарные действия, как обычная атака, блок с помощью щита, предложение обмена предметами (за исключением NPC), и прочие действия. То есть, например, чтобы предложить обмен игроку, нужно предварительно выучить технику «Сделка» из ветки навыков «Торговля», а чтобы защититься от удара врага щитом, нужно выучить технику «Защита Щитом» из ветки навыков «Щиты». Об этом будет рассказано подробнее в разделе «управление».
Хотя в данной игре нет системы классов или профессий, при поднятии умений автоматически присваивается некое подобие звания, называемое «Ship» (яп. シップ сиппу) (например, при достижении навыком «режущее оружие» значения 30 игрок моментально становится «фехтовальщиком», при 60 — «сейбером», при 90 — «мастером клинка»). Также возможно заполучить «сиппу-экипировку» (специальную экипировку, предназначенную для ношения определённой профессией).
Через повышение некоторого набора определённых умений можно получить «сложный сиппу» (составной). Существуют «свитки сверхтайного мастерства», которые позволяют выучить специальную технику для какого-либо из сложных сиппу, дающую полезный пассивный эффект. Но работает эффект, разумеется, только в том случае, если игрок уже достиг соответствующего сложного сиппу. Для сложных сиппу также имеется специальная, уникально выглядящая экипировка. Стоит заметить, что сложный сиппу всегда имеет приоритет относительно элементарных и накладывается на другие сиппу, которые достиг персонаж (исходя из накопленных умений), но тем не менее игрок в состоянии владеть всеми нужными мастерствами одновременно и использовать соответствующую своим умениям сиппу-экипировку. То есть, кем бы ни был персонаж, если его умение «режущего оружия» выше 30, то он в том числе является и «фехтовальщиком» в дополнение к своему основному сиппу (отображаемому в профиле). Ниже будет представлена некоторая часть сложных сиппу. У любого сиппу есть три ступени развития. Для продвижения по трём ступеням сложным сиппу требуется достижение всеми умениями значений в 40, 70 и 90 очков соответственно (сложные сиппу требуют бо́льшие значения умений, нежели элементарные). Единственное условие для получения сиппу — это наличие всех требуемых умений выше установленного значения. Когда сиппу достигает второго или третьего ранга, связанная с ним сиппу-экипировка может трансформироваться в более сильную, но пассивное мастерство своего эффекта не поменяет — так что если целью игрока является лишь получение пассивного эффекта от определённого сиппу, то остановка на первом ранге этого сиппу будет являться разумной идеей.
Некоторые примеры сиппу:
- Warrior, Fighter, Knight

Воин. Один из базовых сложных сиппу. Мастерство — сокращение задержки между атаками режущим оружием.
- Alchemist, Master Wizard, Warlock

Колдун. Один из базовых сложных сиппу. (Также владеет «магией разрушения», известной более под названием «чёрная магия» в других играх.) Использует четыре вида белой магии. Мастерство — сокращение задержки перед чтением следующего заклинания.
- Necromancer, Dark Priest, Shadow Knight

Некромант. Один из базовых сложных сиппу. Использует два вида чёрной магии и два вида умений зла. Мастерство — сокращение задержки при использовании «магии призыва».
- Forester, Forest Master, Sky Walker

В других играх подобную профессию называют «рейнджер» (однако в этой игре рейнджер — элементарная сиппу, связанная с ловушками). Один из базовых сложных сиппу. Мастерство — сокращение задержки при стрельбе из лука.
- Creator, Master Creator, Genesis

Мастер по производству товаров из дерева и металла. Сочетает в себе добычу полезных ископаемых и рубку леса. Один из базовых сложных сиппу. Мастерство — повышение успеха в плотничестве и кузнечном деле.
- Мудрец Голубой Лазури, Мудрец Глубокого Пунца, Мудрец Белого Серебра

Колдун, который владеет всеми шестью видами магии. Автоматически является Alchemist, так как выполняется условие на владение четырьмя видами белой магии. Единственным условием на получение этого сиппу является знание шести видов магии, но из-за того, что магам крайне необходимо повышать «мудрость» (напрямую влияет на силу заклинаний) и «интеллект» (влияет на количество MP), остаётся слишком мало очков для распределения на прочие навыки. Поэтому мудрец как правило очень слаб физически — для персонажей мужского пола анимация движений меняется на подобную старику. Мастерство — увеличение скорости ходьбы во время чтения заклинаний.
- Mine Bishop, Metal Bishop, Fullmetal Bishop

Специалист по кузнечному делу. По какой-то причине не развивает умение добычи руды, но отдаёт предпочтение средствам самообороны. Мастерство — повышение успеха при производстве высококачественного товара во время ковки. По статистике серверов на май 2010 года было создано очень много персонажей этой профессии третьего ранга — видимо, каждый хотел ковать себе экипировку сам.
- Great Creator, Creator Lord, Достояние Человечества

Тренирующий совершенно все производственные навыки персонаж. В частности, так как «Достояние Человечества» должен иметь восемь навыков производства выше 90 (на сумму очков свыше 720, а в действительности ближе к 800, чтобы увеличить качество производимого товара), он совершенно не может сражаться. Мастерство — увеличенный шанс на создание товара высокого качества. Он распространяется на все восемь видов производства, но сам по себе меньше, нежели у Mine Bishop.
- Samurai, Samurai Master, Сёгун

Мастерство — владение боем с двумя катанами. Из-за большой прибавки к основной атаке этот сиппу считается одним из самых сильных, поэтому очень популярен, однако, имея некоторые недостатки, легко контратакуем. Зачаровавший с помощью «магии мистики» своё оружие «мистический самурай» является сильнейшей профессией по части противостояния монстрам. Напротив же, слабость заключается в том, что легко можно попасться на дополнительные эффекты от щита защищающегося игрока. Хотя при том, что встречаются даже маги со щитами, распространённость щитов на поле битвы невелика.
- Brave Knight, Armor Knight, Justice Tank

Воин, специализирующийся на защите. Мастерство — повышение уровня защиты. Эффект от мастерства сам по себе слабый, но поскольку требуемые на сиппу умения необходимы для каждого воина, на поле битвы его можно поставить в один ряд с Knight по силе. Однако, если отказаться от достижения третьего ранга, можно сформировать достаточно сильного персонажа.
- Кухарь, Мастер Кухарь, Божественный Кухарь

Помимо того, что ему нужны умения «приготовление пищи» и «варка», также необходимо умение «сопротивление заклинаниям» (замысел состоит в том, что кухарь постоянно имеет дело с огнём, и ему нужно уметь хорошо терпеть жар от огня). Совместить на одном персонаже сиппу «Достояние Человечества» и «Божественный Кухарь» возможно, но в таком случае о хорошем качестве продукции думать бессмысленно. Для членства в поварской гильдии достаточно лишь умения приготовления еды — варке и перегонке спирта значения там не придают. Мастерство сиппу — повышение успеха при приготовлении еды и при варке.
- Assassin, Ниндзя, Онивабан

Мастерство — повышение шанса нанести критический удар и увеличение скорости передвижения. Дополнительное свойство сиппу-экипировки тоже даёт поразительную прибавку к скорости. Владеет умениями «гармония с природой» и «сопротивление падениям», которые позволяют ему быстро, бесшумно передвигаться и мягко приземляться после высоких прыжков с крыш домов или оврагов. С помощью техник из ветки «мимика» (подражание живой природе) легко избегает внимания противника, растворяясь в воздухе и сливаясь с окружающей средой. Также, копируя движение рыб, может быстро передвигаться под водой. Благодаря этим навыкам свободно перемещается по разным местам. Однако в силу того, что сиппу «Онивабан» почти не уступает по количеству требуемых умений сиппу «Достояние Человечества», нужные для любой боевой профессии базовые навыки невелики. Сиппу-экипировка Онивабана позволяет двигаться быстрее, нежели сиппу-экипировка Ассассина. Также особенность этого сиппу заключается в умении держаться перпендикулярно почти на любой наклонной поверхности (даже на стенах).
- Морской Воин, Морской Воин-герой, Морской Владыка

Живущие в море мужчины и женщины. Мастерство — сокращение задержки между атаками копьём и увеличение скорости перемещения под водой. В сиппу-экипировке способны перемещаться под водой с большей скоростью, нежели по земле. Из-за интересной сиппу-экипировки — набедренной повязки (фундоси) приобрели необыкновенную популярность.
- Атлет, Триатлет, Железный Человек

Мастерство — повышенная регенерация шкалы выносливости (Stamina, ST). Хотя без применения техник из ветки «гармония с природой» имеет обычную скорость передвижения по земле, может практически без одышки продолжать бег на больших дистанциях, в том числе умея быстро плавать. На этот сложный сиппу требуются всего четыре навыка, поэтому остаётся свобода для распределения прочих базовых и боевых навыков, тем более, что необходимая воинам «выносливость» у атлетов, как правило, уже есть. Например, Атлеты могут стать хорошими Ассассинами или Морскими Воинами (по совместительству). Достигнув третьего ранга «Железный Человек», могут скакать по полям, словно олень, парить в небе, как белка-летунья и бороздить морские просторы подобно дельфину.
- Буян, Рестлер, Воитель (Champion)

Мастерство — повышенная регенерация шкалы жизни (Hit Points, HP). Некоторые игроки совмещают его с мастерством Атлета, а некоторые получают его просто ради восстановления HP. Из-за требуемого навыка «представление», их собственная сила мала. Хотя эта многочисленная профессия обладает тремя специальными умениями сложного мастерства (сиппу) и может использовать умение «Back Hand Chop», реализация была отложена и умение теперь доступно только для NPC.
- Новый Идол, Идол Биска, Идол Дайароса

Мастерство — яркий блеск, излучающий свет (только лишь). Три из четырёх требуемых навыков — музыка (даёт хорошие эффекты, но действует недолго), танцы (даёт скромные эффекты от техник высокого уровня) и представление, которое почти бесполезно, разве что позволяет получать удовольствие от выполнения различных движений. Владение музыкой на уровне Идола Дайароса может понадобиться в Quest of Ages: Titan для приведения в движение ноа-титана, являющегося центровой фигурой в повествовании. Есть люди, которые становятся идолами для того, чтобы выделяться среди других во время торговли на улице. Помимо того, этот сиппу — единственный, у которого мастерство увеличивает свой потенциал (свет вокруг становится ярче).
- Housekeeper, Maid/Valet, Abigale/Butler

Мастерство — повышение успеха при кройке и шитье. Однако среди «домработниц» многие косметологи желают, чтобы у них был титул, относящийся к салону красоты. Если не пользоваться услугами парикмахера длительное время, то волосы портятся, обрастают и вокруг головы начинают летать мухи (впрочем, кроме назойливого жужжания мух и внешнего вида неухоженная голова ни на что не влияет). Сиппу начал своё существование в мае 2010 года, и для ступеней выше второй были сделаны мужские и женские названия.
- Adventurer, Explorer, Treasure Hunter

Один из сиппу, добавленных вместе с выходом нового умения в июле 2009 года. Расшифровывая найденные карты сокровищ, откапывая сундуки, обезвреживая ловушки и взламывая замки (с помощью умений «воровства»), прибирает к рукам всяческие богатства. Поскольку сундуки могут располагаться в совершенно неожиданных местах, мастерство сиппу — ускоренное плавание и более мягкое приземление после падения.
- Несовершеннолетний Преступник, Внезаконник (Outlaw), Гангстер (Gang) / Лейдис (Ladies)

Один из сиппу, добавленных вместе с выходом нового умения в июле 2009 года. Мастерство — пятипроцентное сокращение задержки между взмахами дробящим оружием. Устраивающая разбои с применением «дробящего оружия» и «пьянства», получающая доход от «воровства» и «торговли» стремительно развивающаяся группировка злоумышленников на Дайаросе.
- Spy, Stalker, Stealth

Один из сиппу, добавленных вместе с выходом нового умения в июле 2009 года. Мастерство — +3 к увороту. Формирование умений примерно такое же, как и у Ассассина, но продвинуто скрытное передвижение.
- Academian, Teacher, Professor

Один из сиппу, добавленных вместе с выходом нового умения в июле 2009 года. Мастерство — повышение успеха при репродукции.

### Гильдии
Изначально в этой игре гильдия — это служебная ассоциация, а не объединение игроков, как в прочих ММО (то, что в других ММО называется гильдиями, здесь имеет название «Fellowship» [братство], сокращённо «FS»). Роль гильдии — оказывать поддержку определённым профессиям, предоставляя задания и вознаграждения (в которые включена и сиппу-экипировка). При повышении своего общественного положения в гильдии увеличивается разнообразие доступных заданий. Подрабатывать сразу в разных гильдиях не получится, но даже если выйти из гильдии, то при повторном вступлении никакого наказания за исключением сброса статуса до «новобранца» игрок не понесёт. Однако чем выше умения, предписанные правилами гильдии, тем легче игроку будет продвигаться в общественном положении — поэтому много игроков постоянно переходят из гильдии в гильдию, когда накопят много вещей (или квестовых предметов), нужных определённой гильдии, чтобы получить высокое вознаграждение. Гильдии существуют лишь в настоящем времени, но и во время перемирия среди гильдийных заданий могут попадаться поручения от воинствующих фракций.
- Busen

Гильдия воинов. Сформирована вне армии Биска, опекуном гильдии является Аксель Кил.
Заведующий гильдией — Огма, бывший учитель Акселя.
- Alcheinner

Гильдия алхимиков. Существует при поддержке учения Лар Фак.
Заведующая гильдией, Луче, отсутствует. Поэтому обязанности исполняет её уполномоченный заместитель — Фресса, обожающая Луче и зовущая её «сестричкой».
- Anshi

Гильдия некромантов. Существует при поддержке учения Маб.
Предыдущим главой гильдии был Олиакс, но из-за того, что он пропал без вести, пост унаследовал Экуа. Он великан-гомосексуалист, но время от времени скрывает свой зверский характер.
Здесь можно получить важные задания и заключить дружественные отношения (это будет описано позже) со скелетами.
- Forerail

Гильдия лесников (forester). Организована покинувшим армию Биска Вольфгангом и рядом его последователей.
Глава гильдии — Гаст. Многие ошибочно считают главой гильдии Вольфганга, хотя грань здесь тонка.
- Ciel-Lerant

Гильдия кулинаров. Члены гильдии несут ответственность за пропитание в Биске. Располагаются в бискском порту, гордятся своей морской кухней (особо не любят склонятся к использованию рецептов).
Гильдией заведуют Сирены. Ходят городские легенды о том, что если кто-либо призовёт перед ними пищу из ниоткуда (с помощью техники «Recall Ration» из навыка «тайного волшебства»), то они могут окружить его, коллективно избить и выкинуть в море. Продвинутые игроки нередко употребляют еду от гильдийных кулинаров, прозванную «Lerant Buff», для получения различных бонусных эффектов в бою.
- Grom-Smith

Гильдия кузнецов и шахтёров (рудокопов). Оказывает помощь по возрождению королевства Элгадин.
Главой гильдии является Малеус. Воспитывает маленькую дочку. Будучи чадолюбивым родителем, говорит всем встречным «не надо так страстно глядеть на мою дочь», даже несмотря на их расу или пол.
- Texend

Гильдия швей и портных. Оказывает помощь по возрождению королевства Элгадин.
Глава гильдии — Лейн. Любит цитировать разные высказывания.

### Система производства и потребления
В отличие от обычных MMORPG, здесь производство включает в себя активные элементы в виде мини-игры, где ремесленник должен проявить хорошую реакцию и вовремя остановить указатель на вращающейся рулетке. От некоторых сложных сиппу игрок может получать вспомогательные эффекты вроде «увеличенная область успешного попадания», «замедленное вращение рулетки», «во время останова рулетки указатель не проскальзывает», и так далее. Также эти эффекты можно получить от других видов мастерства, специальной экипировки, еды из ряда «Lerant Buff», и так далее. Эффекты, полученные от разных источников, могут складываться.
Рабочие инструменты из разряда сиппу-экипировки при улучшении сокращают предел проскальзывания указателя («иглы») и расширяют область попадания для создания вещей высокого качества, но взамен этого рулетка крутится быстрее и общая область создания вещи уменьшается (итоговая область создания вещей высокого качества также становится меньше). Есть инструменты, которые ведут себя иначе (например, вся область попадания становится «высокого качества», но зона проскальзывания иглы увеличивается больше чем на половину окружности, что делает практически невозможным остановить иглу в желаемой области вручную), поэтому ремесленники выбирают нужный им инструмент в зависимости от того, что хотят создать (если при высокой сложности производства им не важно качество выходного товара, то они могут воспользоваться и инструментами новичка вместо сиппу-экипировки). Вся спецодежда, сиппу-инструменты и другие вещи, способствующие производству, дают только положительные бонусы и не накладывают никаких штрафов.
У любого оружия и брони есть параметр «прочность», и после определённого числа использований предмет разрушается (пропадает). Из-за этого ни один предмет не может существовать вечно, что способствует системе постоянного оборота финансов и экономики. Также у предметов при снижении прочности снижается их эффективность (оружие затупляется, броня защищает хуже), за исключением товаров высокого качества. Исключение составляют сиппу-экипировка и предметы, приобретённые за реальные деньги. Как правило, эти предметы слабее, чем ломающиеся, но невозможность их сломать компенсирует недостаток. Их прочность тоже понижается при использовании (но никогда не падает ниже единицы, поэтому поломка и невозможна), и эффективность снижается точно так же, как у вещей обычного качества. При ремонте предмета его изначальная эффективность возвращается, но если этот предмет не из ряда долговечных, его максимальная прочность будет уменьшаться с каждой починкой, что создаёт ограничения даже на ремонт.

### Дружественные отношения и небесное покровительство
На Дайаросе существуют многочисленные фракции и племена, и у каждой из сторон может быть своё отдельное отношение к игроку. При дружественных отношениях игрок не подлежит нападению со стороны конкретной группы, может торговаться и вести с ними беседы. При враждебных отношениях игрок становится непременно атакован, как только попадёт в поле зрения представителей враждующей стороны. Дружественные отношения не являются какой-либо фиксированной величиной, и в зависимости от поведения игрока можно либо заслужить доверие определённого клана, либо наоборот — нажить себе врагов. Что касается двух главных военных фракций Биск и Элгадин, а также последователей религии Маб, то при продолжительном нападении на их стражников, стража, разумеется, тоже станет нападать на игрока, но помимо этого все мирные NPC, принадлежащие данной фракции, будут смотреть на игрока как на врага, не позволяя ему пользоваться их магазинами и торговыми лавками. При этом никто, кроме охраны, нападать на игрока не будет. В Present Age есть много разных вариантов дружбы с кланами, но в War Age существует лишь две установленные принадлежности к государствам (Биск и Элгадин), поэтому понятие дружбы с фракциями имеет смысл только для игроков, стоящих на нейтральной стороне. Охрана всё так же не будет нападать на игрока, а если вдруг нейтральный игрок будет убит другим игроком из дружественной ему фракции, то убийца будет терять доверие со стороны собственной фракции за убийство союзника. В других временах правила дружественных отношений не существуют.

### Питомцы
В этой игре есть возможность выращивания питомцев. Питомцы главным образом предназначены для сражения, но есть и немногочисленные виды, служащие для помощи в производстве. Рост питомцев происходит через повышение уровня (питомец не получает опыта от противников, которые ниже его по уровню), поэтому даже питомцы для помощи в производстве могут повышать свой уровень лишь через сражение. Одновременно можно брать с собой до трёх питомцев.
- Растущие питомцы

Монстры, в названии которых есть географическое название, пригодны для отлова с помощью навыка «укрощение». Возможен рост пойманных питомцев до уровня, равному значению навыка хозяина, умноженному на 1,5 (таким образом, максимальный уровень — 150,1). Сумма уровней одновременно следующих за хозяином питомцев не может превышать значения навыка, умноженного на 2, и для укрощения одновременно двух или трёх питомцев требуется значение навыка в 30 и 60 очков соответственно. Также с помощью техники «Miracle Cage» (на высоком уровне навыка) свободных питомцев можно загонять в клетку, хранить и носить с собой. Клетка остаётся лёгкой, даже если в неё был помещён монстр (наподобие покебола из мультсериала "Покемон"). Помещённых в клетку монстров можно покупать и продавать. Для вызволения питомца из клетки навык «укрощение» не требуется, но если уровень навыка не будет соответствовать уровню питомца, то от сражения опыт будет уменьшаться, а вместе с ним и уровень питомца.
После смерти питомца возможно его оживление, но при этом максимальные значения уровня и преданности снизятся. При малой преданности сокращается количество приказов, которые можно отдавать питомцу, а также перестают быть доступными для использования некоторые техники. С течением времени преданность питомца постоянно уменьшается, но может быть восстановлена путём кормления его любимой пищей. Максимальное значение также может повышаться. Во время помещения питомца в клетку, а также при сдаче на временное хранение в питомник (магазин питомцев), преданность не уменьшается.
Услышав про «магазин питомцев», можно подумать, что с помощью него можно торговать своими зверями. На самом деле это просто питомник, куда можно отдавать своих монстров на временное хранение. В независимости от уровня навыка можно отдать на кормление до трёх питомцев (меняться можно сколько угодно). Из-за того, что питомец, находящийся в магазине, тоже занимает ячейку, то в общей сумме нельзя держать в питомнике и при себе одновременно больше трёх зверей. Чтобы хранить ещё больше питомцев, необходимо выучить технику «Miracle Cage».
В целом это объясняет принцип работы питомцев (в том числе и эволюционирующих).
- Слуги

Часть монстров без географических названий в имени тоже могут быть отловлены с помощью навыка «укрощение». На одном и том же уровне слуги сильнее других питомцев, и правило «преданности» для них не существует. Есть ограничение на их количество, но нет ограничений на суммарное значение уровня. Такой питомец не растёт, и исчезает навсегда если он сам или его хозяин умрёт. Кроме того он пропадает, даже если хозяин выйдет из игры или просто переместится на другую локацию. Помещать в клетку и сдавать на хранение в питомник тоже невозможно. Поэтому такие питомцы используются вместе с растущими питомцами для временной поддержки в битве, а затем бросаются.
Кроме того, нельзя поймать питомца (включая растущий тип), если уровень навыка не составляет 80 % от уровня монстра.
- Призывные питомцы

Питомцы, вызываемые с помощью «магии призыва». За некоторым исключением призываются из преисподней. Поэтому им можно легко найти сильное применение, однако призванный питомец будет вынужден покинуть игрока по прошествии установленного времени, во что бы то ни стало. К тому же, поскольку скорость чтения заклинаний призыва во много раз дольше по сравнению с прочей магией, вызвать монстра уже после того, как битва началась, весьма затруднительно. Сумма уровней следующих за призывателем существ не может быть выше уровня навыка «магия призыва». В случае объединения призванных и отловленных питомцев вычисление пределов слишком запутанно, поэтому в этой статье описано не будет.
- Эволюционирующие питомцы

Некоторые виды растущих питомцев эволюционируют в результате повышения преданности и уровня. В большинстве случаев они доступны в качестве вознаграждения за выполненное задание, и каждый игрок не может получить более одного. Многие из них до тех пор, пока не достигнут какой-либо ступени эволюции, исчезают навсегда после смерти, поэтому выращивание их является нелёгкой задачей. Одним из самых больших преимуществ эволюционирующего питомца является то, что ни на количество, ни на уровень питомца навык «укрощение» не влияет и границ не создаёт. Поэтому даже на нулевом умении «укрощения» можно содержать одновременно трёх питомцев 150-го уровня. Возникает много критики по поводу баланса (конечно же, при развитом «укрощении» обращаться с питомцами легче).
Исключения: создаваемый с помощью «торговли» рекламный щиток, вызываемый с помощью принадлежащей к «тайной магии» техники «Recall Altar» псевдо-алтарь для одновременного перемещения группы игроков, устанавливаемая умением «огнестрельное оружие» артиллерийская пушка — для них есть ограничения по количеству и уровню. При трёх следующих за игроком питомцах нельзя использовать «Recall Altar». В War Age на устанавливаемые артиллерийские пушки ограничений нет. Однако вместо этого пушки могут поражать взрывной волной и дружественные цели, включая даже построившего орудие игрока.

### Смерть персонажа
В обыкновенных MMORPG во время гибели персонажа, как правило, назначается пенальти в форме потери вещей и некоторого количества набранного опыта. Однако в этой игре пенальти за смерть варьируется в зависимости от эпохи, в которой погиб персонаж.
- Present Age

После смерти из тела выходит душа и зависает над ним в форме светящегося красного дыма (под расхожим названием «кровавый дым»). После этого, если нажать появившуюся кнопку «вернуться в домашнюю точку», персонаж возвращается к так называемой «домашней точке» (Home Point) в виде души (призрака), а красный дым над телом исчезает. Можно попросить специального NPC с профессией Soul Binder («Привязывающий Души») принести мёртвое тело к душе, но в этом случае будет списан штраф в виде потери некоторой части накопленных умений. В случае, если душа сама найдёт своё мёртвое тело и вселится в него, пенальти не назначается. Можно сказать, что единственный небольшой штраф за воскрешение своего мёртвого тела в этом случае будет заключаться в том, что персонаж будет совершенно голоден и сильно хотеть пить (параметры еды и воды сбросятся до нуля). Однако если в состоянии души персонаж будет воскрешён техникой «Resurrection» при навыке «магия восстановления» равном 100, то параметры голода и жажды останутся как есть. Существуя в состоянии души, персонаж продолжает терпеть наказание за смерть: его техники сильно ослабевают, он не может использовать свою экипировку, использование предметов становится невозможным (магия и другие умения, требующие расходования реагентов, соответственно, не смогут работать по причине невозможности использовать реагенты). Единственным плюсом будет лишь невозможность утонуть. Помимо всего этого, душа может получать урон от враждебных монстров и от падения с высоких мест, что делает длительный процесс вселения обратно в своё тело рискованным и опасным. Поэтому обычно игроки не ограничиваются лишь самостоятельными попытками воскресить себя. Одним из способов вернуть своё тело может являться обращение к другому игроку с просьбой перетащить мёртвое тело к душе с помощью техники «Corpse Meeting» из «магии смерти» (правда, перемещение трупа работает исключительно в пределах одной локации). С другой стороны, можно попросить использовать технику «Resurrection» (воскрешение), но по причине того, что целью этого заклинания должна быть не душа, а мёртвое тело, воскрешающему придётся провожать душу погибшего до места смерти. Техника воскрешения сработает только тогда, когда душа находится на установленном близком расстоянии от своего тела или же пока висит над телом в форме кровавого дыма. Воскресить персонажа также возможно «зельем воскрешения», но само собой разумеется, что умирающий не сможет использовать его сам на себя. Кроме того, такие зелья не продаются в лавках у NPC, а делаются по сложному рецепту самими игроками, поэтому заполучить экземпляр такого зелья может быть затруднительно.
«Привязывающие Души» (Soul Binders) — NPC, которые устанавливают «домашние точки» и помогают переносить мёртвые тела обратно к душам; все они являются последователями религии Маб (исключая одного человека с побережья Мирим). Умения, отбираемые в качестве штрафа у игроков, на самом деле являются источником энергии в ритуале пробуждения бога разрушения. По той же причине принимаются и мёртвые тела язычников.
- War Age

После смерти над телом всё так же зависает кровавый дым, разве что по нажатию кнопки «возвратиться к домашней точке» персонаж оказывается в определённой точке деревни Нубул (в военном времени) в умирающем состоянии. Поэтому необходимо, чтобы кто-нибудь воскресил убитого персонажа на поле боя до того, как он вернётся в деревню (по прошествии установленного времени персонаж принудительно возвращается к жизни, но чем выше у персонажа навык «возвращение в мёртвое тело», сокращающий время вселения души в тело, тем дольше он может пролежать мёртвым до тех пор, пока не будет принудительно возвращён). Вместо штрафа в виде умений персонаж роняет некоторое количество вещей, соразмерное его военному рангу в War Age. Упавшие таким образом вещи становятся военными трофеями противника. По этой причине людей, берущих с собой на войну высококачественную экипировку, немного.
- Future Age

В основном правила те же, что и в Present Age, но в случае похода в левитирующий город Баха или в Chaos Age, домашняя точка меняется на место около Привязывающего Души в Future Age. Поэтому если впоследствии забыть поменять домашнюю точку и умереть в Present Age, душа перенесётся в Future Age, оставив мёртвое тело в Present Age.
- Chaos Age

В случае смерти у любых ворот в Chaos Age теряются все деньги и вся экипировка, в описании которой нет свойства «Не исчезает при смерти в Chaos Age». Из-за того, что утерянную таким образом экипировку вернуть невозможно, людей, которые берут с собой высококачественные предметы, ещё меньше, чем в War Age. После смерти и душа, и тело отправляются в Future Age.
- Quest of Ages (кроме «Джаспер»)

В основном те же правила, что и в Present Age, однако в момент смерти душа принудительно возвращается, а мёртвое тело переносится к подножию алтаря (со стороны Present Age), который был использован для перемещения в другую эпоху. За исключением Кейл Тангана, на задания ставится ограничение по времени, в связи с чем выполнение их становится затруднительным. Также затруднения в выполнении заданий могут быть вызваны невозможностью переместить во времени квестовые (нужные для задания) предметы, и они исчезают в момент возвращения в Present Age. С другой стороны, Кейл Танган (полигон для обучения начинающих) не настолько строг, так как его выполнение зависит лишь от настроения новичков.
- Quest of Ages: «Джаспер»

В случае смерти даже по нажатию кнопки «возврат к домашней точке» персонаж оживает на Площади Победителей, и по возвращении на поле боя полностью восстанавливается (специальная мера, при которой по возвращении на поле боя физическая сила поднимается до максимального уровня в зависимости от персональной экипировки), поэтому пенальти за смерть не наблюдается. HP, MP и ST во время нахождения на поле боя автоматически не регенерируются (но есть предметы, позволяющие восстанавливать их), вследствие чего по иссякании ST рекомендуется покончить с собой самоубийством. По какой-то причине отсутствует принудительное возвращение, ведь в связи с тем, что в «QoA: Джаспер» можно использовать исключительно только связанные с этой эпохой техники и предметы, воскрешение никак невозможно. В некоторой части заданий требуется убить определённое количество монстров за один заход, поэтому в рамках одного задания сброс количества убитых монстров можно принимать в качестве пенальти за смерть.

### Управление
Система управления в этой игре отличается от рядовых MMORPG, где используется автоматическое сражение, и больше тяготеет к жанру FPS. Разнообразие настроек клавиш очень широко.
По существу, каждое действие имеет своё время выжидания и выполнения. В связи с этим возможно предсказать действие противника и своевременно предпринять встречное действие. (Пример: если просто экипировать щит, то количество защиты, полученное от его ношения, будет весьма невелико. Однако, если использовать специальные техники владения щитом, то толк от него возрастёт во много раз — заметив, что противник замахнулся для нанесения атаки, можно успеть быстро подставить щит, тем самым отразив значительную часть урона или же, зачастую, весь урон целиком. Количество доступных для использования техник возрастает с поднятием навыка, поэтому количество техник, которые можно выполнить за отведённый промежуток времени, также растёт с их количеством. С другой стороны, оглушить противника с помощью техники щита можно лишь только в том случае, если он нападает с помощью оружия ближнего боя.)
Однако, по этой причине управление в игре приобретает сложность относительно прочих MMORPG, и новички испытывают трудности при освоении такой системы.

### Гейммастеры (GM)
В период администрирования игры компанией Hudson существовало три типа GM'ов. Наблюдением за игрой и надзором за нарушающими правила игроками следили «инспекторы» (Inspector), поддержку игрокам оказывали «сейверы» (Saver), проведением событий занимались «амьюзы» (Amuse).
В отличие от GM’ов, которые имели дело исключительно с решением возникающих проблем, амьюзы появлялись перед игроками и общались с ними, развлекая и создавая положительную атмосферу. Появлялись они обычно незаметно, как партизаны, и игрокам было приятно случайно обнаруживать их в игре.
Однако, сразу после передачи управления в 2006 году ответственных за решение проблем GM’ов упразднили, а администрирование перешло в руки Gonzo Rosso Online. К тому же спустя немного времени после того, как Gonzo Rosso Online начали администрировать проект, совсем перестали появляться в игре и амьюзы, из-за чего перестали проводиться игровые события.
Примерно с апреля 2006 года была утверждена похожая система GM’ов: «ивенты» (бывшие амьюзы), которые стали появляться значительно реже, чем при Hudson, и «саппорты» (бывшие инспекторы и сейверы). EventGM ведут себя так же, как и некогда бывшие AmuseGM, по-партизански появляясь в игре и проводя развлекательные программы. Также периодически появляются на событии под названием «Дайаросский Базар» или, пользуясь удобным случаем, присоединяются к событиям, организованным самими игроками. Также существуют GM-репортёры и журналисты, ответственные за написание статей для электронного журнала (Mail Magazine), распространяемого подписчикам по электронной почте.
Во время трансляции аниме-сериала по ТВ было заключено сотрудничество с японской музыкальной группой Clover (яп. クローバー куро:ба:), исполнившей музыкальные композиции в сериале, участницы которой получили статус GM и время от времени проводили официальные события.

## Аниме-сериал
Основная статья: Master of Epic: The Animation Age